# Helene Zaleski
Helene Zaleski (ur. 8 listopada 1965) – ekonomistka, obywatelka Rzeczypospolitej Polskiej zamieszkała w Królestwie Belgii.

## Życiorys
Jest córką Romaina Zaleskiego, francuskiego finansisty inwestora polskiego pochodzenia, który mieszka we Włoszech. Ma wykształcenie finansowe. Studiowała w Instytucie Statystyki Uniwersytetu Paryskiego im. Pierre’a i Marii Curie, gdzie w 1989 uzyskała dyplom statystyka (specjalizacja rachunkowość i statystyka ubezpieczeniowa). Została aktuariuszem.
Helene Zaleski jest prezesem Carlo Tassara International z siedzibą w Luksemburgu. W latach 1994–2000 pełniła funkcję doradcy zarządu Carlo Tassara S.p.A.. W latach 1990–1994 pracowała w AGF Ubezpieczenia Życie, filii AGF w Polsce. Przez wiele lat przewodnicząca rady nadzorczej Alior Banku. Obecnie przewodnicząca rady nadzorczej Onwelo SA, skarbnik Fundacji Zygmunta Zaleskiego.

## Nagrody i wyróżnienia
- Krzyż Kawalerski Orderu Zasługi Rzeczypospolitej Polskiej (2012) – za wybitne zasługi dla kultury polskiej, za promowanie polskiej gospodarki[5]
- Wybrana do grona dziesięciu najbardziej wpływowych kobiet polskich finansów (2015)[6].